# Coppename-Mündung-Naturschutzgebiet
Das Coppename-Mündung-Naturschutzgebiet liegt in Suriname, im Distrikt Saramacca. 
Im Jahre 1966 wurde das Naturschutzgebiet gegründet und umfasst einen circa 1 km tiefen Küstenstreifen mit einer Fläche von rund 10.000  ha. Dieser Streifen besteht aus Mangrovenwäldern und Schlammbänken, östlich der Coppename-Mündung.
Hier befindet sich die Vogelbrutkolonie Fowrunesi (Sranantongo, übersetzt: Vogelnest). Die Lage der Schlaf- und Brutstätten von Scharlachsichlern, acht Reiherarten und zuweilen einigen Rosalöfflern ist in den letzten Jahrzehnten je nach Flutstand innerhalb des Mangrovengebietes oft gewechselt.
Das Reservat ist auch wegen seiner alten und jungen Parwabossen, Schwarze Mangrovenbüsche (Avicennia germinans) interessant. Innerhalb des Gebietes liegen außerdem die von Fischern bewohnten Pfahldörfer Boromofo und Pralala an den gleichnamigen Bachläufen.